# Rarden (Kanone)

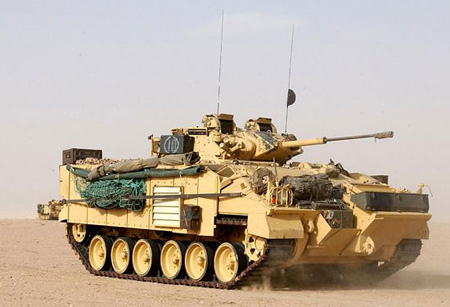
Warrior-Panzer mit RARDEN-Maschinenkanone als Hauptbewaffnung

Die L21A1 RARDEN ist eine britische Maschinenkanone im Kaliber 30 mm, die in gepanzerten Fahrzeugen eingesetzt wird. Die Bezeichnung setzt sich aus Royal Armament, Research Department and Enfield zusammen. Das Royal Armament Research Department und die Royal Small Arms Factory (RSAF) unterstanden seinerzeit beide dem Ministry of Defence.

## Herstellung
RSAF produzierte die Rarden ab den frühen 1970er-Jahren. Ab 1984 wurde RSAF Teil der Royal Ordnance Factories, die wiederum während der Privatisierung zur Royal Ordnance wurden. Royal Ordnance plante unter anderem, Enfield nach der Privatisierung zu schließen. 1987 kaufte allerdings British Aerospace (BAe) Royal Ordnance und machte die Schließung von RSAF Enfield am 12. August 1987 rückgängig. Der Großteil der Arbeiten von Royal Ordnance Enfield wurde aufgrund der Schließung von RSAF an RO Nottingham vergeben.
Die Produktion der Rarden wurde ab 1985 von der British Manufacture and Research Company BMARC ausgeführt, die ab 1992 ebenfalls von BAe gekauft und Teil der RO Defence wurden, jetzt umbenannt in BAE Land Systems.

## Einsatz
Die Rarden wurde in eine Vielzahl gepanzerter Fahrzeuge der britischen Armee eingesetzt.
- FV721 Fox – gepanzertes 4-Rad-Fahrzeug
- FV107 Scimitar – Spähpanzer
- Sabre (Scorpion) – ein Scorpion-Panzer mit dem Turm des Fox
- FV510 Warrior – Schützenpanzer

Die Rarden sollte nachträglich auf das Kettenfahrzeug FV 432 montiert werden, jedoch nahm der Gefechtsturm im Inneren zu viel Platz für die aufsitzende Infanterie weg. Als zweite Lösung wurden insgesamt 13 Exemplare mit dem Gefechtsturm des Fox zu einem experimentellen Unterstützungsfahrzeug umgebaut. Der Turm wurde dazu mit einem Abstandsstück um 76,2 mm nach oben versetzt, wobei Probleme mit Verschmutzungen auftraten.
Die Waffe wurde für den Einbau in Gefechtstürmen möglichst kompakt konstruiert. Des Weiteren treten keine Pulvergase in den Gefechtsturm ein. Die leeren Patronenhülsen werden nach vorn ausgeworfen. Im Gegensatz zu den meisten Bordkanonen wird die Rarden nicht über einen Munitionsgurt, sondern mit manuell nachladbaren 3-Schuss-Magazinen mit Munition versorgt. Wegen dieses schwerfälligen Nachladevorganges wurde die Rarden kritisiert. Die Rarden ist ein Rückstoßlader mit beweglichem Lauf, wobei der Lauf und der Verschluss sich gemeinsam bewegen. Damit wird die Belastung für die Befestigung der Waffe gering gehalten.
Die britische Armee plant, die Rarden durch diverse Schusswaffen im Kaliber 40 mm zu ersetzen.

## Technische Daten
- Typ: einläufige Maschinenkanone
- Funktion: Rückstoßlader
- Kaliber: 30 × 170 mm
- Munitionszuführung: 3-Schuss-Magazin
- Kadenz: in Abhängigkeit vom manuellen Nachladevorgang
- Gesamtlänge: 3150 mm
- Rohrlänge: 2440 mm
- Innenraumlänge: 430 mm
- Gesamtgewicht: 110 kg
- Rohrgewicht: 24,5 kg
- Munition:

Armour Piercing Secondary Effect (APSE): Panzersplittergeschoss
High Explosive Incendiary (HEI): Panzerbrandgeschoss
Armour Piercing Discarding Sabot (APDS): Wuchtgeschoss mit abwerfbarem Treibspiegel
- Mündungsgeschwindigkeit:
  - APSE, HEI: 1070 m/s
  - APDS: 1175 m/s
- Maximale Schussreichweite: 4 km

## Referenzen
- David Pam: The Royal Small Arms Factory Enfield & its Workers. Enfield: privately published by the author, 1998, ISBN 0-9532271-0-3.